# Sevendust
Sevendust je americká hard rocková hudební skupina pocházející z Atlanty, Georgie. Skupina vznikla v roce 1994 a aktivně funguje dodnes.

## Členové
Současní členové
- Lajon Witherspoon – vokály (1994–současnost)

- Vince Hornsby – baskytara (1994–současnost), doprovodné vokály (2014–současnost)
- Morgan Rose – bicí, doprovodné vokály (1994–současnost), vokály (1994)
- John Connolly – rytmická kytara (1994–2005, 2008–současnost), kytara (1994, 2004–2008), doprovodné vokály (1994–současnost)
- Clint Lowery – kytara, doprovodné vokály (1995–2004, 2008–současnost)

Bývalí členové
- Lee Banks – kytara (1994–1995)
- Sonny Mayo – rytmická kytara (2005–2008)

## Diskografie

#### Studiová alba
- Sevendust (1997)
- Home (1999)
- Animosity (2001)
- Seasons (2003)
- Next (2005)
- Alpha (2007)
- Chapter VII: Hope & Sorrow (2008)
- Cold Day Memory (2010)
- Black Out the Sun (2013)
- Time Travelers & Bonfires (2014)
- Kill the Flaw (2015)
- All I See Is War (2018)
- Blood & Stone (2020)
- Truth Killer (2023)